# Gabriel Ellison
Gabriel Ellison (1930-2017) est une artiste peintre, sculptrice, illustratrice, dessinatrice de timbre postal et écrivaine zambienne.
Elle est connue pour avoir réalisé le drapeau de la Zambie, ses armoiries ainsi que la plupart des timbres qui ont été publiés entre les années 1960 et 1980.

## Biographie

Drapeau de la Zambie.

Armoiries de la Zambie.

Gabriel Ellison est née sous le nom de Gabriel Ryan en 1930 à Lusaka, alors en Rhodésie du Nord. Ses parents s'y sont installés pour rejoindre l'administration provinciale. Elle a étudié en Rhodésie du Sud et du Nord, mais comme il y avait peu d'éducation artistique, elle a pris des cours privés en Grande-Bretagne. Elle se marie avec Tony Ellison, policier de la colonie à Lusaka, qui l'a beaucoup soutenue.
Ellison dirige la section d'Art graphique du ministère de l'information de 1960 à 1972, concevant des timbres postaux (les premiers et la plus grande partie d'entre eux entre 1960 et 1980), insignes bancaires et ferroviaires, des emblèmes, des pièces de monnaie, des honneurs et des récompenses, mais plus célèbre encore, les armoiries nationales,. C'est ainsi qu'elle dessine le drapeau de la Zambie à l'occasion de l'indépendance de la Rhodésie du Nord en 1964. Elle a aussi conçu la masse (107 cm, en ivoire, cuivre et améthyste) qui symbolise l'autorité du président du Parlement, ainsi que son siège,. En guise de paiement pour son travail de conception, la Société des postes et télécommunications de l'époque payait sa facture téléphonique mensuelle.
Ses peintures murales ont décoré de nombreux bâtiments importants à Lusaka, tels que la banque Barclays sur la route du Caire et l'aéroport international Kenneth Kaunda. Elle voyage dans le monde entier pour assister à des foires et expositions commerciales internationales avec son responsable principal des expositions, Ron Found, et son assistant, Damien Kachidza, en tant que directrice de la section d'Art graphique du ministère de l'Information. Leurs travaux ont obtenu des récompenses, dont deux médailles d'or de Leipzig.
Ses écrits sont des livres de littérature de jeunesse — particulièrement sur l'éducation sexuelle concernant le SIDA —, des romans et des ouvrages historiques sur la Zambie. Certains de ses récits ont été diffusés sur la BBC World Service.
Ellison est membre de la Royal Society of Arts, de la British Display Society et de la Chartered Society of designers. Les gouvernements britannique et zambien lui ont rendu hommage pour son travail artistique. Le gouvernement britannique lui a décerné l'Ordre de l'Empire britannique (ou « MBE ») et le gouvernement zambien lui a décerné le Grand Officer of Distinguished Service,.
Gabriel Ellison est morte à Johannesbourg, en Afrique du Sud, le 18 juillet 2017 à l'âge de 87 ans,. À sa mort, Davis Mwila, le secrétaire général du parti au pouvoir en Zambie a déclaré qu'il s'agissait « d'une grande perte non seulement pour la Zambie, mais pour l'ensemble du continent africain et pour le Monde. » Secrétaire général du PF, M. Mwila a pour sa part déclaré « Tant que les prestigieux drapeaux vert, rouge, orange et noir flotteront avec ce puissant aigle, les souvenirs de Gabriel resteront à jamais. Pour ceux qui ne le sauraient peut-être pas, elle a conçu de nombreux emblèmes et insignes importants qui sont encore utilisés dans cette grande nation. Oui, son travail peut être vu à la fois au travers du drapeau et des armoiries, mais aussi d'autres insignes importants trouvés dans de nombreux emblèmes nationaux. Elle restera pour toujours dans l'héritage de la Zambie . »

## Œuvre

### Peinture, sculpture, illustration
Gabriel Ellison est inspirée par la vie rurale de la Zambie, en particulier son enfance parmi les Ila, une population bantoue d'Afrique australe vivant au sud de la Zambie. Elle rend compte à la fois des moments historiques du pays, de son quotidien et de sa vie sauvage spectaculaire.
Elle travaille principalement à l'huile, à l'acrylique, à l'aquarelle, à la tempera et sous forme tridimensionnelle. Pour la sculpture, elle utilise du bronze à base de résine et de terre cuite.
Elle a été remarquée pour ses dessins d'oiseaux, utilisant souvent des spécimens du musée Livingstone. Elle a présenté la faune zambienne, ses illustrations ont également été utilisées dans les livres de la Société zambienne d’ornithologie et elle a ensuite illustré des ouvrages similaires sur les mammifères, les poissons et les amphibiens, publiés par la Wildlife and Environmental Conservation Society of Zambia, dont elle était membre à vie.
Elle a ainsi illustré :
- (en) A guide to common wild mammals of Zambia, 1991[b 1]
- (en) Common birds of Zambia, 1993[b 2]
- (en) A guide to reptiles, amphibians, and fishes of Zambia, 1993[b 3].

### Dessins de timbre
Ellison a eu pour mentor Hugh Harrison, le directeur des imprimeurs de timbres chez Harrison and Sons. Ses premiers timbres souffrent des limitations de couleurs à l'impression du milieu des années 1960 : elle utilise deux ou trois couleurs et son utilisation du cuivre reflète la dépendance de la Zambie à l'égard de ce minéral. Elle a conçu plus de 480 timbres pour la Zambie ; elle a en outre conçu huit timbres et un feuillet miniature pour le Swaziland. La Zambie a eu neuf sets définitifs et Gabriel Ellison les a tous conçus.

### Littérature

#### Romans, fiction
- (en) Chisi: a woman of courage, 1998[b 4]
- (en) Some rain must fall, 2007[b 5]
- (en) An admirable woman, 2010[b 6]
- (en) Gandoura: a story of the White Fathers and the Lenshina Rebellion of Zambia, 2011[b 7]
- (en) Whispered torment, 2012[b 8]
- (en) A chequerboard of nights and days, 2013[b 9]
- (en) Changing fortunes, 2015[b 10]

#### Littérature jeunesse
- (en) Suzi learns about AIDS (éducation sexuelle, SIDA), 2002[b 11]
- (en) Luo learns a hard lesson, 2002[b 12]
- (en) Danny, 2005[b 13]
- (en) The night ape, 2005[b 14]
- (en) The sugar daddy (éducation sexuelle, SIDA), 2006[b 15]
- (en) Cross country (éducation sexuelle, SIDA), 2008[b 16]

#### Ouvrages historique et culturels
- (en) They came to build: early Lusaka & fifty years of Anderson + Anderson, 1906-1998, ouvrage sur l'histoire de l'architecture en Zambie, 1998[b 17]
- (en) (avec Kim Fraser) Harmony of hooves: a celebration of racing and polo in Northern Rhodesia and Zambia from 1904-1996, histoire, 1999[b 18]
- (en) Art in Zambia, 2004[b 19]